# Zdeněk Jelínek
Zdeněk Jelínek (11. října 1936, Kutná Hora – 6. května 1994, Praha) byl český pedagog, spisovatel a historik. Na počátku své vědecké činnosti, v oblasti historie, se zaměřil na dějiny středověkého dolování a mincovnictví v Kutné Hoře, později na dějiny Druhé světové války. Pomocí zaznamenávání svědectví přímých účastníků popsal působení západních výsadkářských partyzánských skupin vysílaných v letech 1941–1945 z Velké Británie na území okupovaného státu. Je řazen mezi největší odborníky a znalce této oblasti protifašistického odboje.

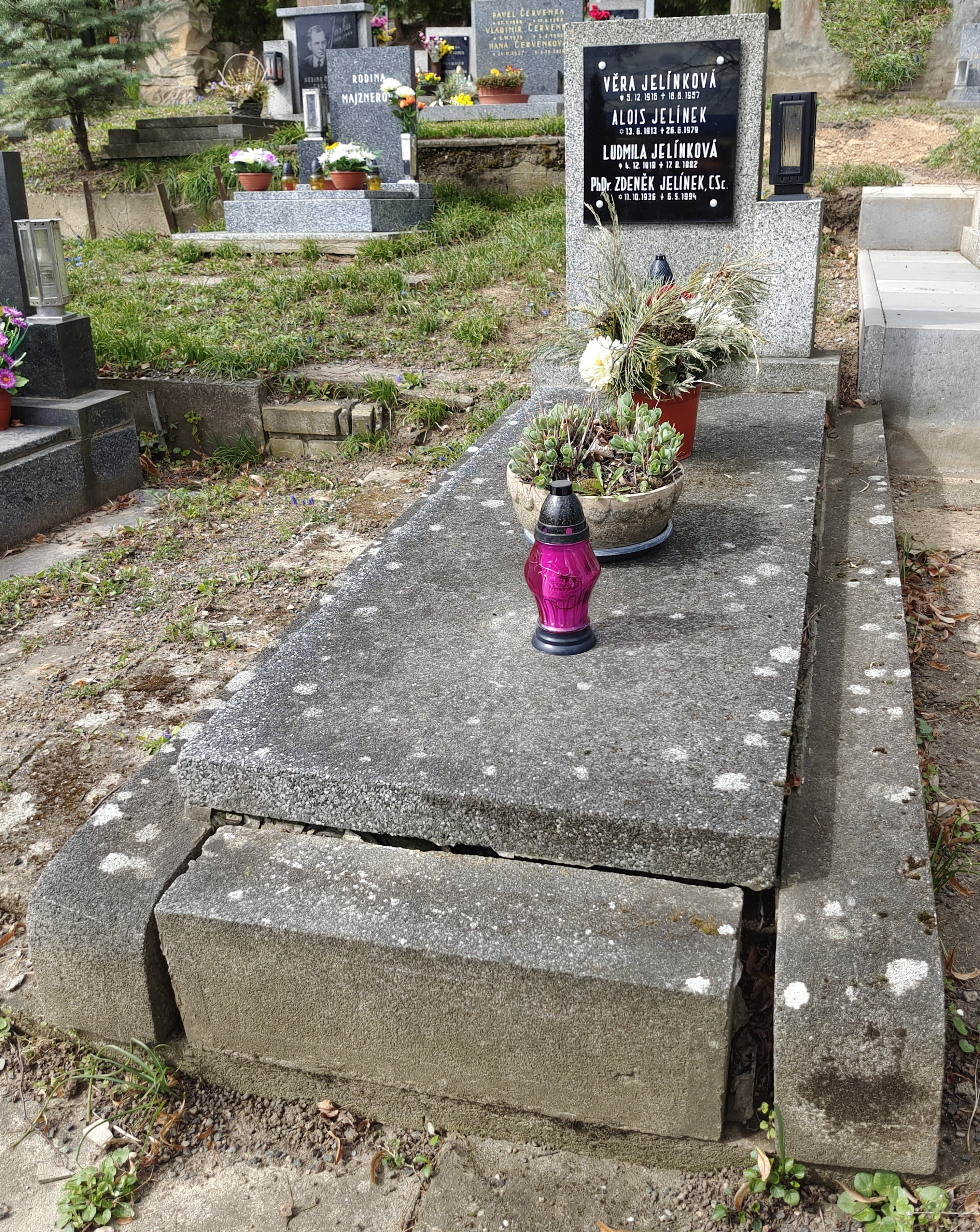
Hrob na hřbitově U Všech svatých v Kutné Hoře

## Život a dílo

### Mládí, studia
Zdeněk Jelínek se narodil v Kutné Hoře. Jeho matka Věra pracovala jako zubní technička, otec Alois byl strojním pletařem. Zdeněk začal od roku 1942 navštěvovat obecnou chlapeckou školu (současný název: Základní škola T. G. Masaryka).
Na jaře roku 1946 ho oslovil skauting, a posléze vstoupil do přípravného oddílu skautingu, do vlčat. Přestože ve skautingu strávil jen krátký čas, zásady skautingu a jeho aktivity ho velmi pozitivně ovlivnily. Získané zkušenosti pak při svém pedagogickém působení na školách v Uhelné Příbrami a v Kutné Hoře přenášel na své žáky. Pořádal pro ně celodenní nedělní výlety do přírody nebo na pamětní historická místa.
Od září 1947 pokračoval ve studiu na kutnohorském gymnáziu, jež se od roku 1953, v souladu s novým školským zákonem, stalo součástí tzv. Jedenáctileté střední školy. Maturoval s vyznamenáním 28. května 1954 ze tří povinných předmětů (český jazyk, ruský jazyk, matematika) a z dějepisu. Následně byl přijat na Filozofickou fakultu Univerzity Karlovy v Praze (specializace historie a pedagogika). Promoval 1. července 1959. Jeho rozsáhlá diplomová práce měla titul Z dějin kutnohorského dolování ve XIV. až XVI. století. Tato práce byla o deset let později uznána i jako disertační práce a 25. února 1969 byl v pražském Karolínu promován doktorem filozofie. V rámci řízení k získání titulu kandidáta věd absolvoval v letech 1967–1969 zkoušky z historie, ruštiny a češtiny. Z důvodu vzniklých politických změn mu ale byla znemožněna obhajoba kandidátské práce. Její název byl Partyzánské hnutí na Českomoravské vrchovině. Mělo se zároveň jednat o publikaci, která měla vyjít v roce 1974. Toto se ale nestalo a kandidátem věd se stal až v roce 1990.

### Divadelní a umělecká činnost
Již v dětství měl Zdeněk Jelínek rád divadlo, poprvé se na jevišti objevil v roce 1946, v dětské opeře Broučci hudební skladatelky Marie Kučerové-Herbstové. Představení mělo velký úspěch, bylo několikráte reprízováno v Kutné Hoře a v dalších několika středočeských městech. Z krajské soutěže v Kolíně postoupila inscenace do Prahy. Dobová kritika zvlášť ocenila pěvecký výkon Zdeňka Jelínka a syna autorky Bohuslava. O rok později ztvárnil Zdeněk Jelínek titulní roli v dětské opeře od téže autorky, Uličník Peříčko. I tato inscenace se dočkala několika repríz v Kutné Hoře a byla s úspěchem uvedena i v někdejším pražském divadle Kotva.
Divadlu zůstal věrný i v dospělosti. V říjnu 1962 vystupoval s místními ochotníky v Afinogenově Mášence, se studentským divadelním souborem kutnohorské střední vzdělávací školy účinkoval v pásmu grotesek a pantomim Hrdinové včerejška autora Vojtěcha Cinybulka, v režii Ladislava Znojemského. Pod stejným režisérem hrál v roce 1969 ve hře bratří Čapků Ze života hmyzu. Kromě vlastního herectví se v období 60.–80. let 20. století intenzívně podílel na činnosti kutnohorského loutkářského souboru.
V „Divadélku Hrádek“, založeném v roce 1969 a inspirovaném tehdejšími divadly malých jevištních forem, které vzniklo při kutnohorském muzeu, v budově středověkého Hrádku, působil nejen jako účinkující, ale také jako spoluautor scénářů v pásmu Večery na Hrádku a následně, od roku 1970, v tzv. Kutnohorských koktailech, což byly soutěžní večery, besedy i komediální vystoupení. Naposledy vystupoval Zdeněk Jelínek na jevišti kutnohorského divadla v roce 1973 v Tylově Fidlovačce, v roli literáta Hvězdoleského.
Kromě historie a divadla byla Jelínkovou další vášní hudba, především klasická, ale nebyl úzce zaměřen jen na ni, ve své rozsáhlé fonotéce měl jazz, židovskou hudbu, spirituály, blues, gospely a také současné české i zahraniční nahrávky, včetně písní Karla Kryla či skupin Beatles, Pink Floyd a dalších.
Byl dlouholetým předsedou Společnosti Jana Kubelíka.

### Pedagogická činnost
Jako vystudovaný učitel dostal po promoci pracovní umístěnku na základní školu v Uhelné Příbrami. Po krátkém působení jako učitel základních předmětů, byl povolán k nástupu k základní vojenské služby, kterou absolvoval u radistů ve Vimperku. Založil zde umělecký soubor, který měl úspěch a pomohl mu překonat šikanu, které byl vystaven na začátku vojenské služby od nadřízených. V roce 1960 byl útvarovou organizací KSČ navržen na kandidáta členství a následně do KSČ přijat.
Od září 1961 začal působit na 1. základní devítileté škole v Kutné Hoře (nyní ZŠ Kamenná stezka). Vyučoval dějepis, český jazyk, ruštinu, němčinu, zeměpis a hudební výchovu. Od roku 1963 dálkově studoval ruštinu na Filozofické fakultě Karlovy univerzity. V září 1963 přešel na Střední průmyslovou školu elektrotechnickou v Kutné Hoře, kde učit všeobecně vzdělávací předměty.
Spolu s prof. Petráněm vedl od roku 1992 Zdeněk Jelínek, na Univerzitě Karlově, seminář Každodennost 16.–18. století.

### Období 1974–1994
S nástupem normalizace se za své postoje, v letech 1968–1969, dostal pod přímý dohled Státní bezpečnosti, byl označen za pravicového oportunistu, profesně i osobně perzekvován. Následně v roce 1970 vyloučen z komunistické strany. V roce 1974 byl z politických důvodů ze Střední průmyslové školy elektrotechnické v Kutné Hoře propuštěn a bylo mu znemožněno nadále pracovat ve školství a ve vědě. Po značných obtížích se mu podařilo v listopadu 1974 získat zaměstnání skladníka v Čáslavi, v hotelu Grand. Kromě práce ve skladu tam byl často nucen pracovat i na pozici číšníka nebo recepčního. Historii se mohl věnovat pouze soukromě. Buď psal tzv. „do šuplíku“, nebo pomáhal studentům s jejich seminárními a diplomovými pracemi.
V roce 1978 se dr. Jelínkovi podařil návrat k profesi historika, když získal místo v Regionálním muzeu v Kolíně. Zde realizoval velké množství nových expozic na téma dějin Kolína a Kolínska. Pro výstavu Lipany (1981) napsal i katalog a o průběhu bitvy u Lipan hovořil v Československém rozhlase, v pořadu Domino. Tento zvukový záznam byl později použit i v jednom díle rozhlasových Toulek českou minulostí. Kromě pořádání výstav také přednášel, publikoval a sbíral materiály pro svoje další práce. Koncem 70. a v průběhu 80. let se Jelínkovi podařilo, buď již pod vlastním jménem nebo jako spoluautor, publikovat celou řadu prací, z nichž se většina týkala odbojových skupin a jednotlivců působících v odboji. Zvláštní pozornost mezi ostatními pracemi zasluhuje publikace Operace Silver A (1984). Jednalo se o do té doby tabuizované téma, týkající se západního, nekomunistického odboje. Proto nebyla tato publikace distribuována v běžné síti knihkupectví, nýbrž byla oficiálně představena pouze jako studijní materiál pro vnitřní potřebu Českého svazu protifašistických bojovníků.
V polovině 70. let studii vydal pod vlastním jménem publikaci o kutnohorském mincování Dodávky stříbra a jeho zpracování v kutnohorské mincovně v poslední čtvrtině15. a první třetině 16. století. Studie navazovala na jeho práci z roku 1966.
Po sametové revoluci byla Zdeňku Jelínkovi nabídnuta pozice výzkumného pracovníka ve Vojenském muzeu Historického ústavu armády České republiky v Praze. 1. června 1990 byl jmenován jeho ředitelem a zároveň zástupcem náčelníka Historického ústavu ČSA. V roce 1992 byl povýšen do hodnosti podplukovníka ve výslužbě. Zemřel náhle 6. května 1994 v Praze.

### Vědecká činnost
Zpočátku se věnoval starším českým dějinám, zejména studiu dolování v Kutné Hoře a historii peněžnictví. Spolupracoval s přední českou numizmatičkou prof. Emanuelou Nohejlovou-Prátovou na Numismatických příspěvcích k dějinám cen a mezd údobí 1469–1615. V kutnohorském archivu uspořádal část velmi cenného „Horního a mincovního fondu Kutné Hory“ a popsal nejstarší kutnohorské mincovní účty. Výsledkem se stala práce Kutnohorské mincovní účty z druhé poloviny XV. století a první poloviny XVI. století.
Po získání zaměstnání v Regionálním muzeu v Kolíně, pracoval intenzívně na regionálních kulturních dějinách Kolína a Kolínska. Na toto téma připravil celou řadu nových expozic. Přednášel, sbíral materiály a koncem 70. a v průběhu 80. let se mu podařilo vydat pod svým jménem i několik publikací.
Zájem o historii Kolínska a Druhou světovou válku ho přivedl i k tématu holokaustu. Zabýval se transporty vypravovanými z Kolína, navázal kontakty nejen s pamětníky, ale i s britskou liberální náboženskou společností Northwood And Pinner Liberal Synagogue. Její rabín Dr. Andrew Goldstein inicioval v 80. letech styky s židovskou komunitou v Československu. Tomuto tématu věnoval i několik svých prací.
Nosnou částí jeho vědeckého bádání byla historie československého odboje za Druhé světové války, zejména historie paradesantních skupin a partyzánského hnutí.
Některé své články se mu v polovině 70. let podařilo zveřejnit pod jmény některých svých přátel. Další možností byla autorská spolupráce. S PhDr. Miroslavem Ivanovem se domluvil na zpracování historie výsadkářské skupiny Wolfram, vysazené v roce 1944 v Beskydech. Z. Jelínek se s většinou členů této skupiny osobně znal, byli jeho dobrými přáteli a často se s nimi stýkal. Jelínek dodal Ivanovovi odborné podklady, ten napsal text a odeslal Jelínkovi ke korektuře a přepsání do čistopisu. Publikace vyšla pod názvem Akce Tetřev.

## Ocenění

### Ocenění v průběhu života
- 30. květen 1984 - čestná medaile II. stupně Zasloužilý bojovník proti fašismu[31]
- 1985 - čestná plaketa Za budování okresu Kolín[31]
- únor 1990 - Cena města Kolína za rok 1989[24]
- 28. listopad 1990 - udělení vědecké hodnosti kandidáta historických věd[32]
- 14. říjen 1992 - povýšení z hodnosti poručíka do hodnosti podplukovníka ve výslužbě[16]

### Posmrtná ocenění
- září 1995 - v rámci kulturně-literárního festivalu Ortenova Kutná Hora byl Zdeňku Jelínkovi věnován pořad Pocta příteli, s podtitulem Odpoledne na počest historika, muzikologa, pedagoga PhDr. Zdeňka Jelínka, CSc.[33]
- březen 1998 - udělení Pamětního listu za celoživotní přínos v oblasti historie, kultury a vzdělání[33]
- 6. května 1998 - ve výroční den úmrtí Z. Jelínka se konala na zámku Kačina hudební slavnost, připsána Jelínkově památce[33]
- 1999 - zařazení hesla Zdeněk Jelínek do Českého biografického slovníku XX. století[33]
- 2001 - publikace Regionálního muzea v Kolíně - Pocta Zdeňku Jelínkovi, vydaná jako Sborník k nedožitým 65. narozeninám PhDr. Zdeňka Jelínka, CSc.[33]
- 2003 - zařazení Jelínkova životopisného medailonu, včetně ukázek jeho děl, do publikace Kutná Hora literární[34]
- 2006 - poděkování dr. Jelínkovi v předmluvě rozsáhlé publikace Mezi Berlínem a Prahou. Střední Evropa ve vzpomínkách čínského historika, od amerického historika čínského původu, prof. Hsi-Huey Liange[34]
- 2011 - věnování knihy, od PhDr. Jiřího Kotyka, Ph.D., Hana a Václav Krupkovi, pardubičtí spolupracovníci SILVER A - pod koly dějin, památce PhDr. Zdeňka Jelínka[34]
- květen 2014 - uvedení krátkého dokumentárního filmu Historikovo charisma (autor Vladimír Císař) v rámci XV. Podvečera s regionální literaturou[34]
- 24. červen 2014 - jmenování čestným občanem Kutné Hory in memoriam[35]

## Dílo

### Publikované práce
- viz Externí odkazy

### Pozůstalost
- Jelínkovu rozsáhlou vědeckou pozůstalost, rozpracovaná témata, ostatní písemné, obrazové i zvukové materiály převzal Archív Národního muzea, kde vznikl osobní fond Zdeňka Jelínka.[36]